# Rettersbach
Rettersbach ist ein Gemeindeteil der Kreisstadt Karlstadt im unterfränkischen Landkreis Main-Spessart in Bayern.

## Geographie
Das Dorf Rettersbach liegt auf der rechten Seite des Buchenbachtals, oberhalb von Mariabuchen auf 282 m ü. NHN auf der Gemarkung von Wiesenfeld. Südlich liegt das Dorf Erlenbach, nordöstlich befindet sich das Dorf Halsbach. Das Gebiet um Rettersbach gehört geologisch zum Spessart. Durch den Weiler verläuft der Fränkische Marienweg.

## Geschichte
Bis zu deren Eingemeindung nach Karlstadt zum 1. Mai 1978 war Erlenbach ein Gemeindeteil von Wiesenfeld.